# Superman (filmserie)
Superman is een Amerikaanse serial film uit 1948 gebaseerd op het gelijknamige personage van DC Comics. De film bestond uit 15 hoofdstukken met een totale lengte van 244 minuten. De hoofdrollen werden vertolkt door Kirk Alyn, Noel Neill en Carol Foreman.

## Verhaal
De jong Kal-El wordt als kind vanaf de planeet Krypton naar de Aarde gestuurd daar Krypton op het punt van vernietiging staat. Op Aarde wordt hij gevonden door Jonathan & Martha Kent en opgevoed als Clark Kent.
Na de dood van zijn adoptiefouders gaat Clark Kent naar de stad Metropolis en vindt een baan als journalist bij de krant “Daily Planet”. Indien er een ramp plaatsvindt verandert Clark in zijn alter ego Superman.
In de loop van de films krijgt Superman het aan de stok met een schurk die zichzelf “de Spider Lady” noemt.

## Rolverdeling
| Acteur          | Personage           |
| --------------- | ------------------- |
| Kirk Alyn       | Clark Kent/Superman |
| Noel Neill      | Lois Lane           |
| Carol Foreman   | Spider Lady         |
| Tommy Bond      | Jimmy Olsen         |
| Pierre Watkin   | Perry White         |
| Charles Quigley | Dr. Hackett         |

## Achtergrond

### Productie
De filmreeks betekende het live-actiondebuut en het filmdebuut van Superman.
De productie werd gedaan door Columbia Pictures. De regie was in handen van Tommy Carr (die later ook veel afleveringen van de televisieserie Adventures of Superman zou regisseren) en Spencer Gordon Bennet.
De filmserie is opgenomen in zwart-wit. Vanwege het lage budget werd voor de vliegscènes een getekende Superman gebruikt. Superman die opstijgt was wel in beeld te zien, maar als hij landde gebeurde dit vrijwel altijd achter een voorwerp. De reden hiervoor was omdat het makkelijker was van live-actionbeelden over te schakelen naar getekende beelden dan andersom. Als gevolg van deze noodzaak Supermans landingen te verbergen landde hij altijd een paar meter naast zijn doelwit.
Veel scènes werden meerdere malen gebruikt.
De serie was een groot succes. Dit succes maakte Kirk Alyn beroemd en lanceerde ook Noel Neills carrière.
Een vervolgserie getiteld Atom Man vs. Superman verscheen in 1950.

### Hoofdstukken
1. Superman Comes to Earth
2. Depths of the Earth
3. The Reducer Ray
4. Man of Steel
5. A Job for Superman
6. Superman in Danger
7. Into the Electric Furnace
8. Superman to the Rescue
9. Irresistible Force
10. Between Two Fires
11. Superman's Dilemma
12. Blast in the Depths
13. Hurled to Destruction
14. Superman at Bay
15. The Payoff